# Fridtjof den Frøknes saga
Fridtjof den Frøknes saga (islandsk: Friðþjófs saga hins frœkna) er en islandsk saga, nedskrevet omkring år 1300. Det er en fortsættelse af Thorstein Vikingssons saga og foregiver at foregå hovedsageligt i Norge i det 8. århundrede.
Sagaen er en norrøn Romeo og Julie-historie og hørte til de meste afholdte i 1700-tallet og langt ind i romantikken. I Thormod Torfæus' genfortælling er Fridtjof en helteskikkelse, der vækker misundelse hos Ingeborgs brødre, og de stiller sig derfor i vejen for søsterens kærlighed. Blandt andet ror Fridtjof sit skib Ellide - en gave til en af hans forfædre fra Ægir - alene, selv om det er bygget for ikke færre end 60 roere. I sin norgeshistorie sammenligner Torfæus Vergils helt Æneas med Fridtjof når han skriver, at Æneas i havsnød "sukkede og strakte håndfladerne mod himmelen" og påkaldte døden med klagende røst, mens Fridtjof i samme situation digtede vers om gæstebud og dans i Baldershaven, mens Nordsøens stormbølger fløj ham om ørerne.
På gården Husabø i Leikanger ligger Baldershaven, hvor man i 1990'erne afdækkede en række gravhøje og bopladser. Flere rige fund dokumenterer bosætning tilbage fra bronzealderen.
I Esaias Tegnérs romancyklus Fridtjofs saga om kærligheden mellem Fridtjof fra Vangsnes og kongedatteren Ingeborg, er Fridtjof bosat på Husabø. Det findes der intet historisk belæg for, men til ære for Tegnér har området senere fået navnet Baldershaven.

## Resumé
Kong Bele - sagnkongen, der gav navn til Balestrand - fra Sogn, fik to sønner, Helge og Halfdan, samt en datter ved navn Ingeborg. På den anden side af fjorden boede kongens ven Thorstein Vikingsson, hvis søn Fridtjof blev kaldt "den dristige" (hinn frækni). Fridtjof var den højeste, stærkeste og modigste af mænd.
Mens kongens børn endnu var små, døde deres mor. En gode fra Sogn, kaldet Hilding (Hildingr), bad om at få kongens datter til fosterdatter. Fridtjof var således fosterbror til kongens datter, da han blev opdraget sammen med Ingeborg af deres fosterfader Hilding.
Bele og Thorstein blev begge dræbt i krig, hvorefter Helge og Halfdan overtog kongeriget. De to konger var jaloux over Fridtjofs enestående færdigheder og nægtede ham derfor Ingeborgs hånd i ægteskab. De førte hende bort til Balders hellige have Baldrshagi, hvor ingen turde skade hinanden,og hvor ingen mænd og kvinder havde samkvem. Fridtjof vedblev at besøge Ingeborg og deres kærlighed bestod. Det fik Helge og Halfdan til at sende Fridtjof bort i en uriaspost til Orknøerne for at inddrive skat; mens han var væk, brændte de hans hjem ned og giftede Ingeborg bort til kong Ring, den aldrende konge af Ringerike.
Da Fridtjof vendte hjem med skatterne, nedbrændte han Balders hov i Baldershaven og drog ud for at leve et liv som viking. Efter tre år kom han til kong Ring og tilbragte vinteren hos ham. Lige inden den gamle konges død blev Fridtjofs identitet kendt af alle, så den døende konge udnævnte ham til jarl og gjorde ham til formynder for Rings og Ingeborgs barn.
Da Ring var død, giftede Fridtjof og Ingeborg sig, og han blev konge af Ringerike. Dernæst erklærede han krig mod Ingeborgs brødre, dræbte den ene og gjorde den anden til sin vasal.